# Wela
Wela is een historisch motorfietsmerk.
Wela: Walter Liebau, Fahrzeugbau, Apolda, Thüringen (1925-1927).
Duits merk dat motorfietsen met een Kühne-kopklepmotor van 348 cc bouwde.